# 戰地記者

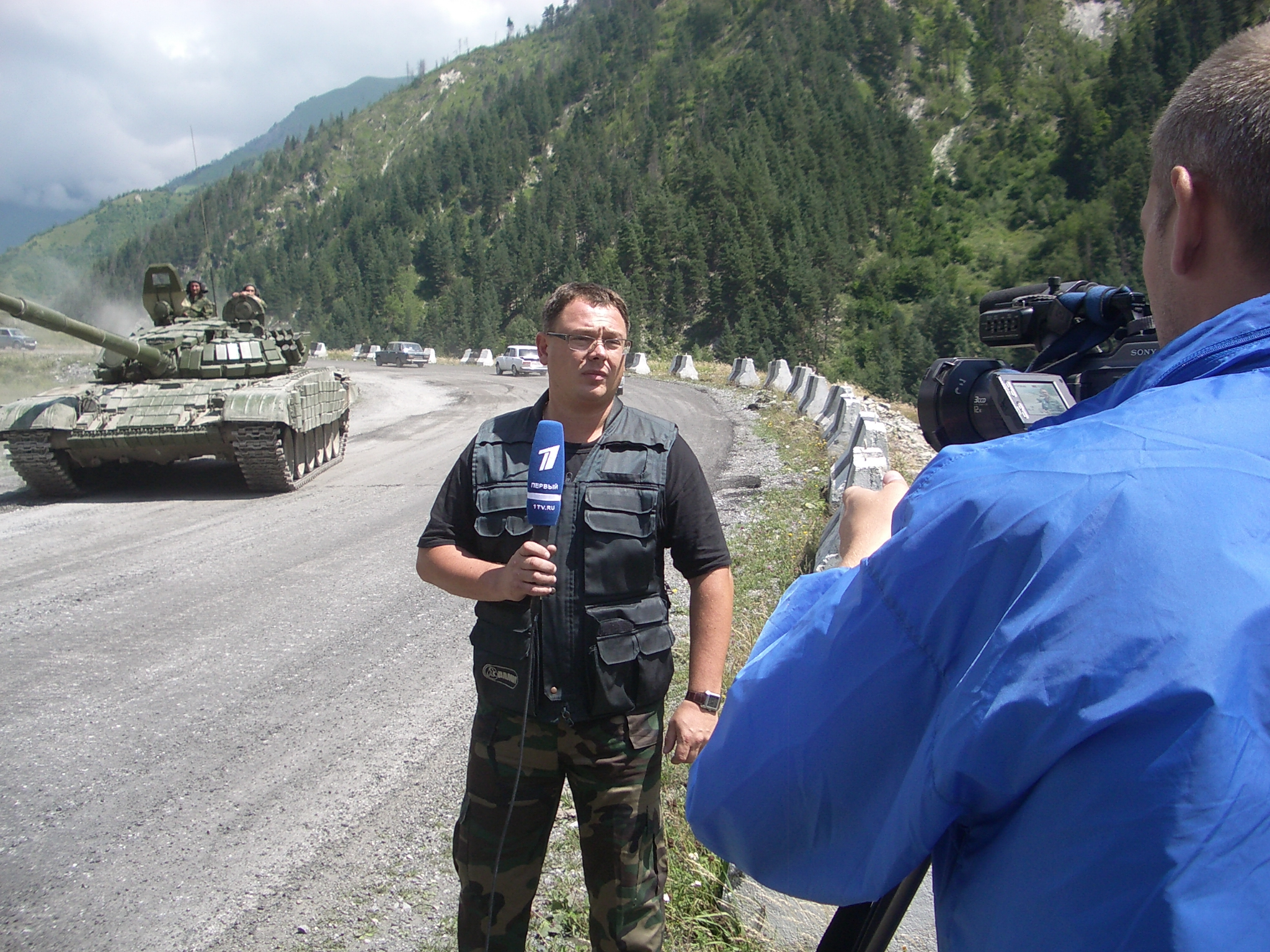
俄格战争期間的戰地記者

战地记者指在战地採訪、報導新闻的记者。

## 歷史
1854年2月英國《泰晤士報》記者威廉·霍華德·拉塞爾隨英軍遠征馬爾他，成為世界上第一名職業戰地記者。
隨著戰爭技術發展，戰場環境更加複雜多變、作戰節奏越來越快、武器打擊範圍增大，戰場已經沒有前後方之分。在戰爭中，越來越多記者成為暴力襲擊、綁架的目標，他們在戰地進行戰爭報導時遇到的危險越來越大。截至今日，已有眾多戰地記者於報導戰爭期間死亡。
在蘇德戰爭，《消息報》有44名記者犧牲；整個越南戰爭中有63名記者殉職；波黑內戰前兩年，死於巴爾幹半島的各國記者就已達到68人。1999年北約對南聯盟發動的科索沃戰爭中，投入戰鬥的北約部隊無一傷亡，相對在貝爾格萊德南聯盟陣地，僅記者就有10餘名殉職。

## 戰地記者的保護

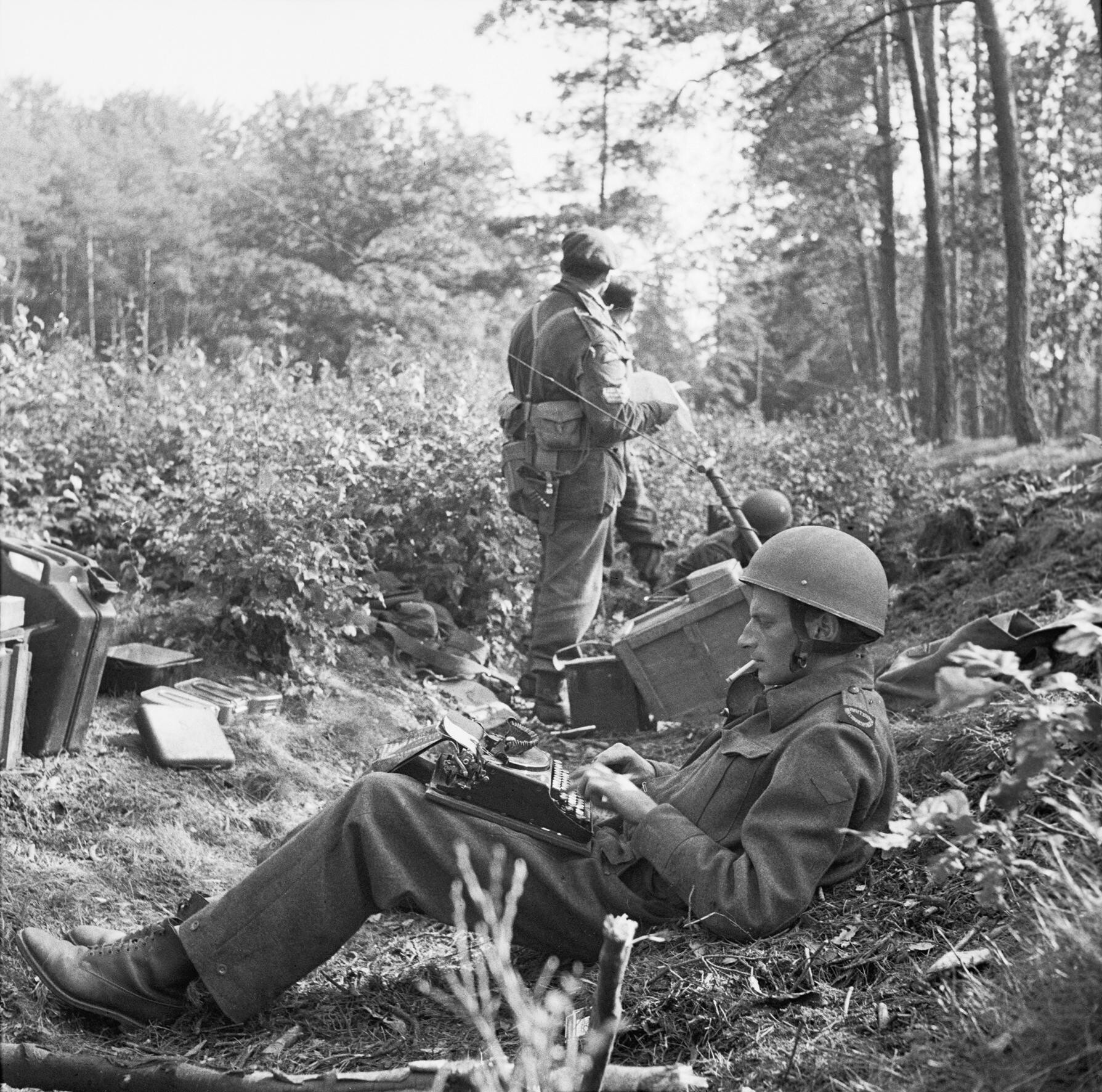
一位戰地記者在樹林裡打快訊

對於報導戰爭的記者的身份，《日內瓦第3公約》和第1附加議定書是這樣規定的：進行戰爭採訪的新聞記者分為“一般新聞記者”和“戰地記者”。敵對雙方的“一般新聞記者”屬於平民，應按照保護平民的規定，給予尊重和保護，但“一般新聞記者”不能從事“敵對行動”；“戰地記者”則是經過其國家武裝部隊准許伴隨部隊參與行進的，雖不一定直接參加戰鬥行動，但若被對方俘獲，也將成為戰俘。

## 著名戰地記者
- 威廉·霍華德·拉塞爾（英國）
- E·F·奈特（英语：Edward Frederick Knight）（英國）
- 约翰·康德黎（英国）
- 麥庫林（英国）
- 彼得·阿奈特（美國）
- 羅伯特·卡帕（美國）
- 瑪莎·蓋爾霍恩（美國）
- 瑪麗·科爾文（美國）
- 陳香梅（美國）
- 瑪格麗特·希金斯（美國）
- 休·范艾斯（荷蘭）
- 范長江（中國大陸）
- 萧乾（中國大陸）
- 姚琢奇（台灣）
- 闾丘露薇（香港）
- 张炳玲（香港）
- 張翠容（香港）
- 周轶君（香港）
- 史可為（香港）
- 何润峰（香港）
- 蒋晓峰（香港）
- 山本美香（日本）
- 長井健司（日本）
- 後藤健二（日本）